# Campionatele Mondiale de Scrimă
Campionatele Mondiale de Scrimă reprezintă cea mai importantă competiție de scrimă după Jocurile Olimpice. Evenimentul este disputat la toate cele trei arme: floretă, spadă și sabie, masculin și feminin. Este organizat de Federația Internațională de Scrimă în fiecare an, cu excepția probelor prezente la Jocurile Olimpice. 

## Campioni mondiali

### Floretă
| An          | Loc                                              | Masculin la individual                           | Feminin la individual                            | Masculin pe echipe                               | Feminin pe echipe                                |
| ----------- | ------------------------------------------------ | ------------------------------------------------ | ------------------------------------------------ | ------------------------------------------------ | ------------------------------------------------ |
| JO din 1924 | Paris                                            | Roger Ducret                                     | Ellen Osiier                                     | Franța                                           |                                                  |
| 1926        | Budapesta                                        | Giorgio Chiavacci                                |                                                  |                                                  |                                                  |
| 1927        | Vichy                                            | Oreste Puliti                                    |                                                  |                                                  |                                                  |
| JO din 1928 | Amsterdam                                        | Lucien Gaudin                                    | Helene Mayer                                     | Italia                                           |                                                  |
| 1929        | Napoli                                           | Oreste Puliti                                    | Helene Mayer                                     |                                                  |                                                  |
| 1930        | Liège                                            | Giulio Gaudini                                   | Jenny Addams                                     | Italia                                           |                                                  |
| 1931        | Viena                                            | René Lemoine                                     | Helene Mayer                                     | Italia                                           |                                                  |
| 1932        | Copenhaga                                        |                                                  |                                                  |                                                  | Danemarca                                        |
| JO din 1932 | Los Angeles                                      | Gustavo Marzi                                    | Ellen Preis                                      | Franța                                           |                                                  |
| 1933        | Budapesta                                        | Gioachino Guaragna                               | Gwendoline Neligan                               | Italia                                           | Ungaria                                          |
| 1934        | Varșovia                                         | Giulio Gaudini                                   | Ilona Elek                                       | Italia                                           | Ungaria                                          |
| 1935        | Lausanne                                         | André Gardère                                    | Ilona Elek                                       | Italia                                           | Ungaria                                          |
| JO din 1936 | Berlin                                           | Giulio Gaudini                                   | Ilona Elek                                       | Italia                                           |                                                  |
| 1937        | Paris                                            | Gustavo Marzi                                    | Helene Mayer                                     | Italia                                           | Ungaria                                          |
| 1938        | Piešťany                                         | Gioachino Guaragna                               | Marie Šedivá                                     | Italia                                           |                                                  |
| 1939–1946   | nu a avut loc din cauza al Doilea Război Mondial | nu a avut loc din cauza al Doilea Război Mondial | nu a avut loc din cauza al Doilea Război Mondial | nu a avut loc din cauza al Doilea Război Mondial | nu a avut loc din cauza al Doilea Război Mondial |
| 1947        | Lisabona                                         | Christian d’Oriola                               | Ellen Preis                                      | Franța                                           | Danemarca                                        |
| 1948        | Haga                                             |                                                  |                                                  |                                                  | Danemarca                                        |
| JO din 1948 | Londra                                           | Jehan Buhan                                      | Ilona Elek                                       | Franța                                           |                                                  |
| 1949        | Cairo                                            | Christian d’Oriola                               | Ellen Preis                                      | Italia                                           |                                                  |
| 1950        | Monte Carlo                                      | Renzo Nostini                                    | Ellen Preis                                      | Italia                                           | Franța                                           |
| 1951        | Stockholm                                        | Manlio Di Rosa                                   | Ilona Elek                                       | Franța                                           | Franța                                           |
| 1952        | Copenhaga                                        |                                                  |                                                  |                                                  | Ungaria                                          |
| JO din 1952 | Helsinki                                         | Christian d’Oriola                               | Irene Camber                                     | Franța                                           |                                                  |
| 1953        | Bruxelles                                        | Christian d’Oriola                               | Irene Camber                                     | Franța                                           | Ungaria                                          |
| 1954        | Luxemburg                                        | Christian d’Oriola                               | Karen Lachmann                                   | Italia                                           | Ungaria                                          |
| 1955        | Roma                                             | József Gyuricza                                  | Lídia Sákovicsné Dömölky                         | Italia                                           | Ungaria                                          |
| 1956        | Londra                                           |                                                  |                                                  |                                                  | Uniunea Sovietică                                |
| JO din 1956 | Melbourne                                        | Christian d’Oriola                               | Gillian Sheen                                    | Italia                                           |                                                  |
| 1957        | Paris                                            | Mihály Fülöp                                     | Alexandra Zabelina                               | Ungaria                                          | Italia                                           |
| 1958        | Philadelphia                                     | Giancarlo Bergamini                              | Valentina Rastvorova                             |                                                  |                                                  |
| 1959        | Budapesta                                        | Allan Jay                                        | Emma Efimova                                     |                                                  |                                                  |
| JO din 1960 | Roma                                             | Viktor Jdanovici                                 | Adelheid Schmid                                  | Uniunea Sovietică                                | Uniunea Sovietică                                |
| 1961        | Torino                                           | Ryszard Parulski                                 | Adelheid Schmid                                  | Uniunea Sovietică                                | Uniunea Sovietică                                |
| 1962        | Buenos Aires                                     | Gherman Sveșnikov                                | Olga Szabo-Orban                                 | Uniunea Sovietică                                | Ungaria                                          |
| 1963        | Gdańsk                                           | Jean-Claude Magnan                               | Ildikó Rejtő                                     | Uniunea Sovietică                                | Uniunea Sovietică                                |
| JO din 1964 | Tōkyō                                            | Egon Franke                                      | Ildikó Újlaky-Rejtő                              | Uniunea Sovietică                                | Ungaria                                          |
| 1965        | Paris                                            | Jean-Claude Magnan                               | Galina Gorohova                                  | Uniunea Sovietică                                | Uniunea Sovietică                                |
| 1966        | Moscova                                          | Gherman Sveșnikov                                | Tatiana Petrenko-Samusenko                       | Uniunea Sovietică                                | Uniunea Sovietică                                |
| 1967        | Montréal                                         | Viktor Putiatin                                  | Aleksandra Zabelina                              | România                                          | Ungaria                                          |
| JO din 1968 | Ciudad de México                                 | Ionel Drîmbă                                     | Elena Novikova-Belova                            | Franța                                           | Uniunea Sovietică                                |
| 1969        | Havana                                           | Friedrich Wessel                                 | Elena Novikova-Belova                            | Uniunea Sovietică                                | România                                          |
| 1970        | Ankara                                           | Friedrich Wessel                                 | Galina Gorohova                                  | Uniunea Sovietică                                | Uniunea Sovietică                                |
| 1971        | Viena                                            | Vasili Stankovici                                | Marie-Chantal Depetris-Demaille                  | Franța                                           | Uniunea Sovietică                                |
| JO din 1972 | München                                          | Witold Woyda                                     | Antonella Ragno-Lonzi                            | Polonia                                          | Uniunea Sovietică                                |
| 1973        | Göteborg                                         | Christian Noël                                   | Valentina Nikonova                               | Uniunea Sovietică                                | Ungaria                                          |
| 1974        | Grenoble                                         | Aleksandr Romankov                               | Ildikó Bóbis                                     | Uniunea Sovietică                                | Uniunea Sovietică                                |
| 1975        | Budapesta                                        | Christian Noël                                   | Ecaterina Stahl-Iencic                           | Franța                                           | Uniunea Sovietică                                |
| JO din 1976 | Montréal                                         | Fabio Dal Zotto                                  | Ildikó Schwarczenberger                          | RFG                                              | Uniunea Sovietică                                |
| 1977        | Buenos Aires                                     | Aleksandr Romankov                               | Valentina Sidorova                               | RFG                                              | Uniunea Sovietică                                |
| 1978        | Hamburg                                          | Didier Flament                                   | Valentina Sidorova                               | Polonia                                          | Uniunea Sovietică                                |
| 1979        | Melbourne                                        | Aleksandr Romankov                               | Cornelia Hanisch                                 | Uniunea Sovietică                                | Uniunea Sovietică                                |
| JO din 1980 | Moscova                                          | Vladimir Smirnov                                 | Pascale Trinquet                                 | Franța                                           | Franța                                           |
| 1981        | Clermont-Ferrand                                 | Vladimir Smirnov                                 | Cornelia Hanisch                                 | Uniunea Sovietică                                | Uniunea Sovietică                                |
| 1982        | Roma                                             | Aleksandr Romankov                               | Nailia Giliazova                                 | Uniunea Sovietică                                | Italia                                           |
| 1983        | Viena                                            | Aleksandr Romankov                               | Dorina Vaccaroni                                 | RFG                                              | Italia                                           |
| JO din 1984 | Los Angeles                                      | Mauro Numa                                       | Luan Jujie                                       | Italia                                           | RFG                                              |
| 1985        | Barcelona                                        | Mauro Numa                                       | Cornelia Hanisch                                 | Italia                                           | RFG                                              |
| 1986        | Sofia                                            | Andrea Borella                                   | Anja Fichtel                                     | Italia                                           | Uniunea Sovietică                                |
| 1987        | Lausanne                                         | Mathias Gey                                      | Elisabeta Tufan                                  | RFG                                              | Ungaria                                          |
| JO din 1988 | Seul                                             | Stefano Cerioni                                  | Anja Fichtel                                     | Uniunea Sovietică                                | RFG                                              |
| 1989        | Denver                                           | Alexander Koch                                   | Olga Veliciko                                    | Uniunea Sovietică                                | RFG                                              |
| 1990        | Lyon                                             | Philippe Omnès                                   | Anja Fichtel                                     | Italia                                           | Italia                                           |
| 1991        | Budapesta                                        | Ingo Weissenborn                                 | Giovanna Trillini                                | Cuba                                             | Italia                                           |
| JO din 1992 | Barcelona                                        | Philippe Omnès                                   | Giovanna Trillini                                | Germania                                         | Italia                                           |
| 1993        | Essen                                            | Alexander Koch                                   | Francesca Bortolozzi                             | Germania                                         | Germania                                         |
| 1994        | Atena                                            | Rolando Tucker                                   | Reka Szabo                                       | Italia                                           | România                                          |
| 1995        | Haga                                             | Dmitri Șevcenko                                  | Laura Badea                                      | Cuba                                             | Italia                                           |
| JO din 1996 | Atlanta                                          | Alessandro Puccini                               | Laura Badea                                      | Rusia                                            | Italia                                           |
| 1997        | Cape Town                                        | Serhii Holubîțkîi                                | Giovanna Trillini                                | Franța                                           | Italia                                           |
| 1998        | La Chaux-de-Fonds                                | Serhii Holubîțkîi                                | Sabine Bau                                       | Polonia                                          | Italia                                           |
| 1999        | Seul                                             | Serhii Holubîțkîi                                | Valentina Vezzali                                | Franța                                           | Germania                                         |
| JO din 2000 | Sydney                                           | Kim Young-Ho                                     | Valentina Vezzali                                | Franța                                           | Italia                                           |
| 2001        | Nîmes                                            | Salvatore Sanzo                                  | Valentina Vezzali                                | Franța                                           | Italia                                           |
| 2002        | Lisabona                                         | Simone Vanni                                     | Svetlana Boiko                                   | Germania                                         | Rusia                                            |
| 2003        | Havana                                           | Peter Joppich                                    | Valentina Vezzali                                | Italia                                           | Polonia                                          |
| 2004        | New York NYC                                     |                                                  |                                                  |                                                  | Italia                                           |
| JO din 2004 | Atena                                            | Brice Guyart                                     | Valentina Vezzali                                | Italia                                           |                                                  |
| 2005        | Leipzig                                          | Salvatore Sanzo                                  | Valentina Vezzali                                | Franța                                           | Coreea de Sud                                    |
| 2006        | Torino                                           | Peter Joppich                                    | Margherita Granbassi                             | Franța                                           | Rusia                                            |
| 2007        | Sankt Petersburg                                 | Peter Joppich                                    | Valentina Vezzali                                | Franța                                           | Polonia                                          |
| 2008        | Beijing                                          |                                                  |                                                  | Italia                                           |                                                  |
| JO din 2008 | Beijing                                          | Benjamin Kleibrink                               | Valentina Vezzali                                |                                                  | Rusia                                            |
| 2009        | Antalya                                          | Andrea Baldini                                   | Aida Șanaeva                                     | Italia                                           | Italia                                           |
| 2010        | Paris                                            | Peter Joppich                                    | Elisa Di Francisca                               | China                                            | Italia                                           |
| 2011        | Catania                                          | Andrea Cassarà                                   | Valentina Vezzali                                | China                                            | Rusia                                            |
| JO din 2012 | Londra                                           | Lei Sheng                                        | Elisa Di Francisca                               | Italia                                           | Italia                                           |
| 2013        | Budapesta                                        | Miles Chamley-Watson                             | Arianna Errigo                                   | Italia                                           | Italia                                           |
| 2014        | Kazan                                            | Aleksei Ceremisinov                              | Arianna Errigo                                   | Franța                                           | Italia                                           |
| 2015        | Moscova                                          | Yuki Ota                                         | Inna Deriglazova                                 | Italia                                           | Italia                                           |
| JO din 2016 | Rio de Janeiro                                   |                                                  |                                                  |                                                  | Rusia                                            |
| 2017        | Leipzig                                          | Dmitri Jerebcenko                                | Inna Deriglazova                                 | Italia                                           | Italia                                           |
| 2018        | Wuxi                                             | Alessio Foconi                                   | Alice Volpi                                      | Italia                                           | Statele Unite ale Americii                       |
| 2019        | Budapesta                                        | Enzo Lefort                                      | Inna Deriglazova                                 | Statele Unite ale Americii                       | Rusia                                            |
| 2022        | Cairo                                            | Enzo Lefort                                      | Ysaora Thibus                                    | Italia                                           | Italia                                           |

### Spadă
| An          | Loc                                              | Masculin la individual                           | Feminin la individual                            | Masculin pe echipe                               | Feminin pe echipe                                |
| ----------- | ------------------------------------------------ | ------------------------------------------------ | ------------------------------------------------ | ------------------------------------------------ | ------------------------------------------------ |
| 1921        | Paris                                            | Lucien Gaudin                                    |                                                  |                                                  |                                                  |
| 1922        | Paris și Oostende                                | Raoul Heidé                                      |                                                  |                                                  |                                                  |
| 1923        | Haga                                             | Wouter Brouver                                   |                                                  |                                                  |                                                  |
| JO din 1924 | Paris                                            | Charles Delporte                                 |                                                  | Franța                                           |                                                  |
| 1926        | Budapesta                                        | Georges Taintufrier                              |                                                  |                                                  |                                                  |
| 1927        | Vichy                                            | Georges Buchard                                  |                                                  |                                                  |                                                  |
| JO din 1928 | Amsterdam                                        | Lucien Gaudin                                    |                                                  | Italia                                           |                                                  |
| 1929        | Napoli                                           | Philippe Cattiau                                 |                                                  |                                                  |                                                  |
| 1930        | Liège                                            | Philippe Cattiau                                 |                                                  | Belgia                                           |                                                  |
| 1931        | Viena                                            | Georges Buchard                                  |                                                  | Italia                                           |                                                  |
| JO din 1932 | Los Angeles                                      | Giancarlo Cornaggia Medici                       |                                                  | Franța                                           |                                                  |
| 1933        | Budapesta                                        | Georges Buchard                                  |                                                  | Italia                                           |                                                  |
| 1934        | Varșovia                                         | Pál Dunay                                        |                                                  | Franța                                           |                                                  |
| 1935        | Lausanne                                         | Hans Drakenberg                                  |                                                  | Franța                                           |                                                  |
| JO din 1936 | Berlin                                           | Franco Riccardi                                  |                                                  | Italia                                           |                                                  |
| 1937        | Paris                                            | Bernard Schmetz                                  |                                                  | Italia                                           |                                                  |
| 1938        | Piešťany                                         | Michel Pécheux                                   |                                                  | Franța                                           |                                                  |
| 1939–1946   | nu a avut loc din cauza al Doilea Război Mondial | nu a avut loc din cauza al Doilea Război Mondial | nu a avut loc din cauza al Doilea Război Mondial | nu a avut loc din cauza al Doilea Război Mondial | nu a avut loc din cauza al Doilea Război Mondial |
| 1947        | Lisabona                                         | Édouard Artigas                                  |                                                  | Franța                                           |                                                  |
| 1948        | Haga                                             |                                                  |                                                  |                                                  |                                                  |
| JO din 1948 | Londra                                           | Dario Mangiarotti                                |                                                  | Italia                                           |                                                  |
| 1949        | Cairo                                            | Dario Mangiarotti                                |                                                  | Italia                                           |                                                  |
| 1950        | Monte Carlo                                      | Mogens Lüchow                                    |                                                  | Italia                                           |                                                  |
| 1951        | Stockholm                                        | Edoardo Mangiarotti                              |                                                  | Franța                                           |                                                  |
| 1952        | Copenhaga                                        |                                                  |                                                  |                                                  |                                                  |
| JO din 1952 | Helsinki                                         | Edoardo Mangiarotti                              |                                                  | Italia                                           |                                                  |
| 1953        | Bruxelles                                        | József Sákovics                                  |                                                  | Italia                                           |                                                  |
| 1954        | Luxemburg                                        | Edoardo Mangiarotti                              |                                                  | Italia                                           |                                                  |
| 1955        | Roma                                             | Giorgio Anglesio                                 |                                                  | Italia                                           |                                                  |
| 1956        | Londra                                           |                                                  |                                                  |                                                  |                                                  |
| JO din 1956 | Melbourne                                        | Armand Mouyal                                    |                                                  | Italia                                           |                                                  |
| 1957        | Paris                                            | Armand Mouyal                                    |                                                  | Italia                                           |                                                  |
| 1958        | Philadelphia                                     | Bill Hoskyns                                     |                                                  | Italia                                           |                                                  |
| 1959        | Budapesta                                        | Bruno Habārovs                                   |                                                  | Ungaria                                          |                                                  |
| JO din 1960 | Roma                                             | Giuseppe Delfino                                 |                                                  | Italia                                           |                                                  |
| 1961        | Torino                                           | Jack Guittet                                     |                                                  | Uniunea Sovietică                                |                                                  |
| 1962        | Buenos Aires                                     | István Kausz                                     |                                                  | Franța                                           |                                                  |
| 1963        | Gdańsk                                           | Roland Losert                                    |                                                  | Polonia                                          |                                                  |
| JO din 1964 | Tōkyō                                            | Grigory Kriss                                    |                                                  | Ungaria                                          |                                                  |
| 1965        | Paris                                            | Zoltán Nemere                                    |                                                  | Franța                                           |                                                  |
| 1966        | Moscova                                          | Aleksei Nikancikov                               |                                                  | Franța                                           |                                                  |
| 1967        | Montréal                                         | Aleksei Nikancikov                               |                                                  | Uniunea Sovietică                                |                                                  |
| JO din 1968 | Ciudad de México                                 | Gyözö Kulcsar                                    |                                                  | Ungaria                                          |                                                  |
| 1969        | Havana                                           | Bogdan Andrzejevski                              |                                                  | Uniunea Sovietică                                |                                                  |
| 1970        | Ankara                                           | Aleksei Nikancikov                               |                                                  | Ungaria                                          |                                                  |
| 1971        | Viena                                            | Grigori Kriss                                    |                                                  | Ungaria                                          |                                                  |
| JO din 1972 | München                                          | Csaba Fenyvesi                                   |                                                  | Ungaria                                          |                                                  |
| 1973        | Göteborg                                         | Rolf Edling                                      |                                                  | RFG                                              |                                                  |
| 1974        | Grenoble                                         | Rolf Edling                                      |                                                  | Suedia                                           |                                                  |
| 1975        | Budapesta                                        | Alexander Pusch                                  |                                                  | Suedia                                           |                                                  |
| JO din 1976 | Montréal                                         | Alexander Pusch                                  |                                                  | Suedia                                           |                                                  |
| 1977        | Buenos Aires                                     | Johan Harmenberg                                 |                                                  | Suedia                                           |                                                  |
| 1978        | Hamburg                                          | Alexander Pusch                                  |                                                  | Ungaria                                          |                                                  |
| 1979        | Melbourne                                        | Philippe Riboud                                  | _                                                | Uniunea Sovietică                                | _                                                |
| JO din 1980 | Moscova                                          | Johan Harmenberg                                 | _                                                | Franța                                           | _                                                |
| 1981        | Clermont-Ferrand                                 | Zoltán Székely                                   | _                                                | Uniunea Sovietică                                | _                                                |
| 1982        | Roma                                             | Jenő Pap                                         | _                                                | Franța                                           | _                                                |
| 1983        | Viena                                            | Elmar Borrmann                                   | _                                                | Franța                                           | _                                                |
| JO din 1984 | Los Angeles                                      | Philippe Boisse                                  | _                                                | RFG                                              | _                                                |
| 1985        | Barcelona                                        | Philippe Boisse                                  | _                                                | RFG                                              | _                                                |
| 1986        | Sofia                                            | Philippe Riboud                                  | _                                                | RFG                                              | _                                                |
| 1987        | Lausanne                                         | Volker Fischer                                   | _                                                | Uniunea Sovietică                                | _                                                |
| JO din 1988 | Seul                                             | Arnd Schmitt                                     | _                                                | Franța                                           | _                                                |
| 1988        | Orléans                                          | _                                                | Brigitte Benon                                   | _                                                | RFG                                              |
| 1989        | Denver                                           | Manuel Pereira                                   | Anja Straub                                      | Italia                                           | Ungaria                                          |
| 1990        | Lyon                                             | Thomas Gerull                                    | Taymi Chappe                                     | Italia                                           | RFG                                              |
| 1991        | Budapesta                                        | Andrei Șuvalov                                   | Mariann Horváth                                  | Uniunea Sovietică                                | Ungaria                                          |
| JO din 1992 | Barcelona                                        | Chris Cangioli                                   | _                                                | Germania                                         | _                                                |
| 1992        | _                                                | _                                                | Mariann Horváth                                  | _                                                | Ungaria                                          |
| 1993        | Essen                                            | Pavel Kolobkov                                   | Oksana Jermakova                                 | Italia                                           | Ungaria                                          |
| 1994        | Atena                                            | Pavel Kolobkov                                   | Laura Chiesa                                     | Franța                                           | Spania                                           |
| 1995        | Haga                                             | Éric Srecki                                      | Joanna Jakimiuk                                  | Germania                                         | Ungaria                                          |
| JO din 1996 | Atlanta                                          | Aleksandr Beketov                                |                                                  | Italia                                           | Italia                                           |
| 1997        | Cape Town                                        | Éric Srecki                                      | Mirayda García                                   | Cuba                                             | Ungaria                                          |
| 1998        | La Chaux-de-Fonds                                | Hugues Obry                                      | Laura Flessel-Colovic                            | Ungaria                                          | Italia                                           |
| 1999        | Seul                                             | Arnd Schmitt                                     | Laura Flessel-Colovic                            | Franța                                           | Ungaria                                          |
| JO din 2000 | Sydney                                           | Pavel Kolobkov                                   | Tímea Nagy                                       | Italia                                           | Rusia                                            |
| 2001        | Nîmes                                            | Paolo Milanoli                                   | Claudia Bokel                                    | Ungaria                                          | Rusia                                            |
| 2002        | Lisabona                                         | Pavel Kolobkov                                   | Hyun Hee                                         | Franța                                           | Ungaria                                          |
| 2003        | Havana                                           | Fabrice Jeannet                                  | Natalia Konrad                                   | Rusia                                            | Rusia                                            |
| JO din 2004 | Atena                                            | Marcel Fischer                                   | Tímea Nagy                                       | Franța                                           | Rusia                                            |
| 2005        | Leipzig                                          | Pavel Kolobkov                                   | Danuta Dmowska                                   | Franța                                           | Franța                                           |
| 2006        | Torino                                           | Lei Wang                                         | Tímea Nagy                                       | Franța                                           | China                                            |
| 2007        | Sankt Petersburg                                 | Krisztián Kulcsár                                | Britta Heidemann                                 | Franța                                           | Franța                                           |
| JO din 2008 | Beijing                                          | Benjamin Kleibrink                               | Britta Heidemann                                 | Franța                                           | _                                                |
| 2008        | Beijing                                          | _                                                | _                                                | _                                                | Franța                                           |
| 2009        | Antalya                                          | Anton Avdeev                                     | Liubov Șutova                                    | Franța                                           | Italia                                           |
| 2010        | Paris                                            | Nikolai Novosjolov                               | Maureen Nisima                                   | Franța                                           | România                                          |
| 2011        | Catania                                          | Paolo Pizzo                                      | Li Na                                            | Franța                                           | România                                          |
| JO din 2012 | Londra                                           | Rubén Limardo                                    | Iana Șemiakina                                   | _                                                | China                                            |
| 2012        | Kiev                                             | _                                                | _                                                | Statele Unite                                    | _                                                |
| 2013        | Budapesta                                        | Nikolai Novosjolov                               | Julia Beljajeva                                  | Ungaria                                          | Rusia                                            |
| 2014        | Kazan                                            | Ulrich Robeiri                                   | Rossella Fiamingo                                | Franța                                           | Rusia                                            |
| 2015        | Moscova                                          | Géza Imre                                        | Rossella Fiamingo                                | Ucraina                                          | China                                            |
| 2017        | Leipzig                                          | Paolo Pizzo                                      | Tatiana Gudkova                                  | Franța                                           | Estonia                                          |
| 2018        | Wuxi                                             | Yannick Borel                                    | Mara Navarria                                    | Elveția                                          | Statele Unite ale Americii                       |
| 2019        | Budapesta                                        | Gergely Siklósi                                  | Nathalie Moellhausen                             | Franța                                           | China                                            |
| 2022        | Cairo                                            | Romain Cannone                                   | Song Se-ra                                       | Franța                                           | Coreea de Sud                                    |

### Sabie
| An          | Loc                                              | Masculin la individual                           | Feminin la individual                            | Masculin pe echipe                               | Feminin pe echipe                                |
| ----------- | ------------------------------------------------ | ------------------------------------------------ | ------------------------------------------------ | ------------------------------------------------ | ------------------------------------------------ |
| 1922        | Paris și Oostende                                | Adrianus de Jong                                 | N/A                                              | N/A                                              | N/Ab                                             |
| 1923        | Haga                                             | Adrianus de Jong                                 | N/A                                              | N/A                                              | N/A                                              |
| JO din 1924 | Paris                                            | Sándor Pósta                                     | N/A                                              | Italia                                           | N/A                                              |
| 1925        | Oostende                                         | János Garay                                      | N/A                                              | N/A                                              | N/A                                              |
| 1926        | Budapesta                                        | Sándor Gombos                                    | N/A                                              | N/A                                              | N/A                                              |
| 1927        | Vichy                                            | Sándor Gombos                                    | N/A                                              | N/A                                              | N/A                                              |
| JO din 1928 | Amsterdam                                        | Odön Tersztyánszky                               | N/A                                              | Ungaria                                          | N/A                                              |
| 1929        | Napoli                                           | Gyula Glykais                                    | N/A                                              | N/A                                              | N/A                                              |
| 1930        | Liège                                            | György Piller                                    | N/A                                              | Ungaria                                          | N/A                                              |
| 1931        | Viena                                            | György Piller                                    | N/A                                              | Ungaria                                          | N/A                                              |
| JO din 1932 | Los Angeles                                      | György Piller                                    | N/A                                              | Ungaria                                          | N/A                                              |
| 1933        | Budapesta                                        | Endre Kabos                                      | N/A                                              | Ungaria                                          | N/A                                              |
| 1934        | Varșovia                                         | Endre Kabos                                      | N/A                                              | Ungaria                                          | N/A                                              |
| 1935        | Lausanne                                         | Aladár Gerevich                                  | N/A                                              | Ungaria                                          | N/A                                              |
| JO din 1936 | Berlin                                           | Endre Kabos                                      | N/A                                              | Italia                                           | N/A                                              |
| 1937        | Paris                                            | Pál Kovács                                       | N/A                                              | Ungaria                                          | N/A                                              |
| 1938        | Piešťany                                         | Aldo Montano                                     | N/A                                              | Italia                                           | N/A                                              |
| 1939–1946   | nu a avut loc din cauza al Doilea Război Mondial | nu a avut loc din cauza al Doilea Război Mondial | nu a avut loc din cauza al Doilea Război Mondial | nu a avut loc din cauza al Doilea Război Mondial | nu a avut loc din cauza al Doilea Război Mondial |
| 1947        | Lisabona                                         | Aldo Montano                                     | N/A                                              | Italia                                           | N/A                                              |
| 1948        | Haga                                             | Gastone Darè                                     | N/A                                              | Italia                                           | N/A                                              |
| JO din 1948 | Londra                                           | Aladár Gerevich                                  | N/A                                              | Ungaria                                          | N/A                                              |
| 1949        | Cairo                                            | Gastone Darè                                     | N/A                                              | Italia                                           | N/A                                              |
| 1950        | Monte Carlo                                      | Jean Levavasseur                                 | N/A                                              | Italia                                           | N/A                                              |
| 1951        | Stockholm                                        | Aladár Gerevich                                  | N/A                                              | Ungaria                                          | N/A                                              |
| 1952        | Copenhaga                                        | Pál Kovács                                       | N/A                                              | Ungaria                                          | N/A                                              |
| JO din 1952 | Helsinki                                         | Pál Kovács                                       | N/A                                              | Ungaria                                          | N/A                                              |
| 1953        | Bruxelles                                        | Pál Kovács                                       | N/A                                              | Ungaria                                          | N/A                                              |
| 1954        | Luxemburg                                        | Rudolf Kárpáti                                   | N/A                                              | Ungaria                                          | N/A                                              |
| 1955        | Roma                                             | Aladár Gerevich                                  | N/A                                              | Ungaria                                          | N/A                                              |
| JO din 1956 | Melbourne                                        | Rudolf Kárpáti                                   | N/A                                              | Ungaria                                          | N/A                                              |
| 1957        | Paris                                            | Jerzy Pawłowski                                  | N/A                                              | Ungaria                                          | N/A                                              |
| 1958        | Philadelphia                                     | Iakov Rîlskî                                     | N/A                                              | Ungaria                                          | N/A                                              |
| 1959        | Budapesta                                        | Rudolf Kárpáti                                   | N/A                                              | Polonia                                          | N/A                                              |
| JO din 1960 | Roma                                             | Rudolf Kárpáti                                   | N/A                                              | Ungaria                                          | N/A                                              |
| 1961        | Torino                                           | Iakov Rîlskî                                     | N/A                                              | Polonia                                          | N/A                                              |
| 1962        | Buenos Aires                                     | Zoltán Horváth                                   | N/A                                              | Polonia                                          | N/A                                              |
| 1963        | Gdańsk                                           | Iakov Rîlskî                                     | N/A                                              | Polonia                                          | N/A                                              |
| JO din 1964 | Tōkyō                                            | Tibor Pézsa                                      | N/A                                              | Uniunea Sovietică                                | N/A                                              |
| 1965        | Paris                                            | Jerzy Pawłowski                                  | N/A                                              | Uniunea Sovietică                                | N/A                                              |
| 1966        | Moscova                                          | Jerzy Pawłowski                                  | N/A                                              | Ungaria                                          | N/A                                              |
| 1967        | Montréal                                         | Mark Rakita                                      | N/A                                              | Uniunea Sovietică                                | N/A                                              |
| JO din 1968 | Ciudad de México                                 | Jerzy Pawłowski                                  | N/A                                              | Uniunea Sovietică                                | N/A                                              |
| 1969        | Havana                                           | Viktor Sideak                                    | N/A                                              | Uniunea Sovietică                                | N/A                                              |
| 1970        | Ankara                                           | Tibor Pézsa                                      | N/A                                              | Uniunea Sovietică                                | N/A                                              |
| 1971        | Viena                                            | Michele Maffei                                   | N/A                                              | Uniunea Sovietică                                | N/A                                              |
| JO din 1972 | München                                          | Viktor Sideak                                    | N/A                                              | Italia                                           | N/A                                              |
| 1973        | Göteborg                                         | Mario Aldo Montano                               | N/A                                              | Ungaria                                          | N/A                                              |
| 1974        | Grenoble                                         | Mario Aldo Montano                               | N/A                                              | Uniunea Sovietică                                | N/A                                              |
| 1975        | Budapesta                                        | Vladimir Nazlîmov                                | N/A                                              | Uniunea Sovietică                                | N/A                                              |
| JO din 1976 | Montréal                                         | Viktor Krovopuskov                               | N/A                                              | Uniunea Sovietică                                | N/A                                              |
| 1977        | Buenos Aires                                     | Pál Gerevich                                     | N/A                                              | Uniunea Sovietică                                | N/A                                              |
| 1978        | Hamburg                                          | Viktor Krovopuskov                               | N/A                                              | Ungaria                                          | N/A                                              |
| 1979        | Melbourne                                        | Vladimir Nazlîmov                                | N/A                                              | Uniunea Sovietică                                | N/A                                              |
| JO din 1980 | Moscova                                          | Viktor Krovopuskov                               | N/A                                              | Uniunea Sovietică                                | N/A                                              |
| 1981        | Clermont-Ferrand                                 | Mariusz Wodke                                    | N/A                                              | Ungaria                                          | N/A                                              |
| 1982        | Roma                                             | Viktor Krovopuskov                               | N/A                                              | Ungaria                                          | N/A                                              |
| 1983        | Viena                                            | Vasil Etropolski                                 | N/A                                              | Uniunea Sovietică                                | N/A                                              |
| JO din 1984 | Los Angeles                                      | Jean-François Lamour                             | N/A                                              | Italia                                           | N/A                                              |
| 1985        | Barcelona                                        | György Nébald                                    | N/A                                              | Uniunea Sovietică                                | N/A                                              |
| 1986        | Sofia                                            | Serghei Mindirgasov                              | N/A                                              | Uniunea Sovietică                                | N/A                                              |
| 1987        | Lausanne                                         | Jean-François Lamour                             | N/A                                              | Uniunea Sovietică                                | N/A                                              |
| JO din 1988 | Seul                                             | Jean-François Lamour                             | N/A                                              | Ungaria                                          | N/A                                              |
| 1989        | Denver                                           | Grigori Kirienko                                 | N/A                                              | Uniunea Sovietică                                | N/A                                              |
| 1990        | Lyon                                             | György Nébald                                    | N/A                                              | Uniunea Sovietică                                | N/A                                              |
| 1991        | Budapesta                                        | Grigori Kirienko                                 | N/A                                              | Ungaria                                          | N/A                                              |
| JO din 1992 | Barcelona                                        | Bence Szabó                                      | N/A                                              | Echipa Unificată                                 | N/A                                              |
| 1993        | Essen                                            | Grigori Kirienko                                 | N/A                                              | Ungaria                                          | N/A                                              |
| 1994        | Atena                                            | Felix Becker                                     | N/A                                              | Rusia                                            | N/A                                              |
| 1995        | Haga                                             | Grigori Kirienko                                 | N/A                                              | Italia                                           | N/A                                              |
| JO din 1996 | Atlanta                                          | Stanislav Pozdniakov                             | N/A                                              | Rusia                                            | N/A                                              |
| 1997        | Cape Town                                        | Stanislav Pozdniakov                             | N/A                                              | Franța                                           | N/A                                              |
| 1998        | La Chaux-de-Fonds                                | Luigi Tarantino                                  | N/A                                              | Ungaria                                          | N/A                                              |
| 1999        | Seul                                             | Damien Touya                                     | Elena Jemaeva                                    | Franța                                           | Italia                                           |
| JO din 2000 | Sydney                                           | Mihai Covaliu                                    | N/A                                              | Rusia                                            | N/A                                              |
| 2000        | Budapesta                                        | N/A                                              | Elena Jemaeva                                    | N/A                                              | Statele Unite                                    |
| 2001        | Nîmes                                            | Stanislav Pozdniakov                             | Anne-Lise Touya                                  | Rusia                                            | Rusia                                            |
| 2002        | Lisabona                                         | Stanislav Pozdniakov                             | Tan Xue                                          | Rusia                                            | Rusia                                            |
| 2003        | Havana                                           | Volodîmîr Lukașenko                              | Dorina Mihai                                     | Rusia                                            | Italia                                           |
| JO din 2004 | Atena                                            | Aldo Montano                                     | Mariel Zagunis                                   | Franța                                           | N/A                                              |
| 2004        | Atena                                            | N/A                                              | N/A                                              | N/A                                              | Rusia                                            |
| 2005        | Leipzig                                          | Mihai Covaliu                                    | Anne-Lise Touya                                  | Rusia                                            | Statele Unite                                    |
| 2006        | Torino                                           | Stanislav Pozdniakov                             | Rebecca Ward                                     | Franța                                           | Franța                                           |
| 2007        | Sankt Petersburg                                 | Stanislav Pozdniakov                             | Elena Neceaeva                                   | Ungaria                                          | Franța                                           |
| JO din 2008 | Beijing                                          | Zhong Man                                        | Mariel Zagunis                                   | Franța                                           | Ucraina                                          |
| 2009        | Antalya                                          | Nicolas Limbach                                  | Mariel Zagunis                                   | România                                          | Ucraina                                          |
| 2010        | Paris                                            | Won Woo-young                                    | Mariel Zagunis                                   | Rusia                                            | Rusia                                            |
| 2011        | Catania                                          | Aldo Montano                                     | Sofia Velikaia                                   | Rusia                                            | Rusia                                            |
| JO din 2012 | Londra                                           | Áron Szilágyi                                    | Kim Ji-yeon                                      | Coreea de Sud                                    | N/A                                              |
| 2012        | Kiev                                             | N/A                                              | N/A                                              | N/A                                              | Rusia                                            |
| 2013        | Budapesta                                        | Veniamin Reșetnikov                              | Olha Harlan                                      | Rusia                                            | Ucraina                                          |
| 2014        | Kazan                                            | Nikolai Kovaliov                                 | Olha Harlan                                      | Germania                                         | Statele Unite                                    |
| 2015        | Moscova                                          | Aleksei Iakimenko                                | Sofia Velikaia                                   | Italia                                           | Rusia                                            |
| JO din 2016 | Rio de Janeiro                                   |                                                  |                                                  | N/A                                              |                                                  |
| 2016        | Rio de Janeiro                                   | N/A                                              | N/A                                              | Rusia                                            | N/A                                              |
| 2017        | Leipzig                                          | András Szatmári                                  | Olha Harlan                                      | Coreea de Sud                                    | Italia                                           |
| 2018        | Wuxi                                             | Kim Jung-hwan                                    | Sofia Pozdniakova                                | Coreea de Sud                                    | Franța                                           |
| 2019        | Budapesta                                        | Oh Sang-uk                                       | Olha Harlan                                      | Coreea de Sud                                    | Rusia                                            |
| 2022        | Cairo                                            | Áron Szilágyi                                    | Misaki Emura                                     | Coreea de Sud                                    | Ungaria                                          |